# Aanschot

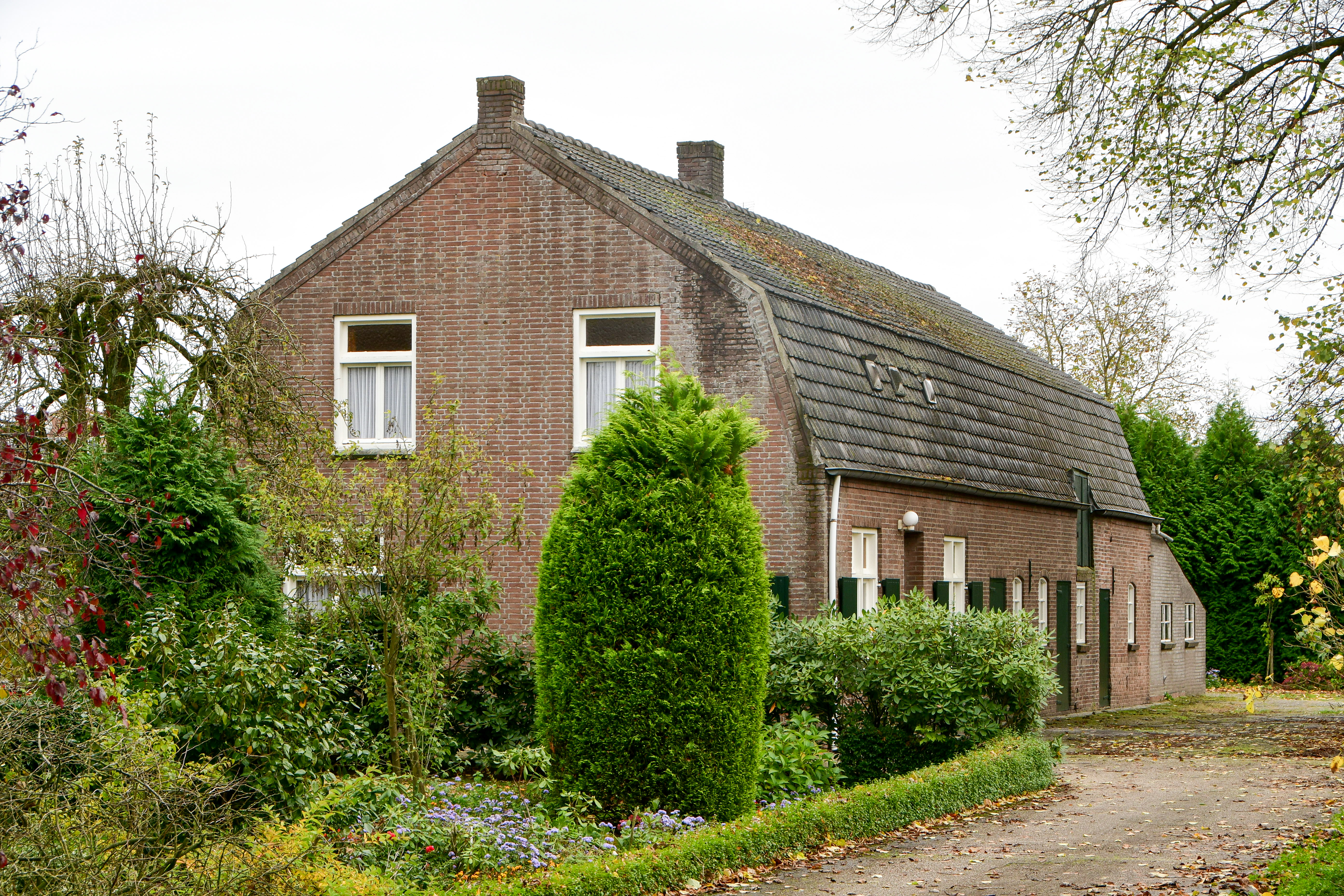
Bewaard gebleven boerderij op adres Aanschot 21

Aanschot is een wijk in het stadsdeel Woensel-Noord in de stad Eindhoven, in de Nederlandse provincie Noord-Brabant. De wijk ligt in het noorden van Eindhoven en is de middelste van de drie noordelijkste Eindhovense wijken, ten westen ligt de Achtse Molen en ten oosten ligt Dommelbeemd. Op 1 januari 2023 telde de wijk 20.015 inwoners, verdeeld over 8.097 woningen, met een gemiddelde WOZ-waarde van € 415.000, op een oppervlakte van 5,19 km².
De wijk bestaat uit de volgende buurten:
- Woenselse Heide
- De Tempel
- Blixembosch-West
- Blixembosch-Oost
- Castiliëlaan

De naam Aanschot verwijst naar het gehucht Aanschot, waarvan nog enkele boerderijen staan in Blixembosch. De wijk ligt aan de noordkant van Eindhoven. De buurten Woenselse Heide en Tempel zijn in het midden van de jaren 60 van de 20e eeuw gebouwd, terwijl de andere drie buurten, Blixembosch-Oost en -West en Castiliëlaan voornamelijk aan het einde van de 20e eeuw zijn gebouwd.